# Dubicko
Dubicko (en allemand : Dubitzko) est une commune du district de Šumperk, dans la région d'Olomouc, en République tchèque. Sa population s'élevait à 1 127 habitants en 2023.

## Géographie
Dubicko se trouve à 9 km au sud-est de Zábřeh, à 17 km au sud de Šumperk, à 34 km au nord-ouest d'Olomouc, à 94 km à l'ouest d'Ostrava et à 183 km à l'est-sud-est de Prague.
La commune est limitée par Hrabová au nord, par Police à l'est, par Třeština au sud, et par Bohuslavice à l'ouest.

## Histoire
La première mention écrite de la localité date de 1253.

## Transports
Par la route, Dubicko se trouve à 9,7 km de Mohelnice, à 10 km de Zábřeh, à 19 km de Šumperk, à 41 km d'Olomouc et à 220 km de Prague.